# Edward Weston
Pour les articles homonymes, voir Edward Weston (chimiste).

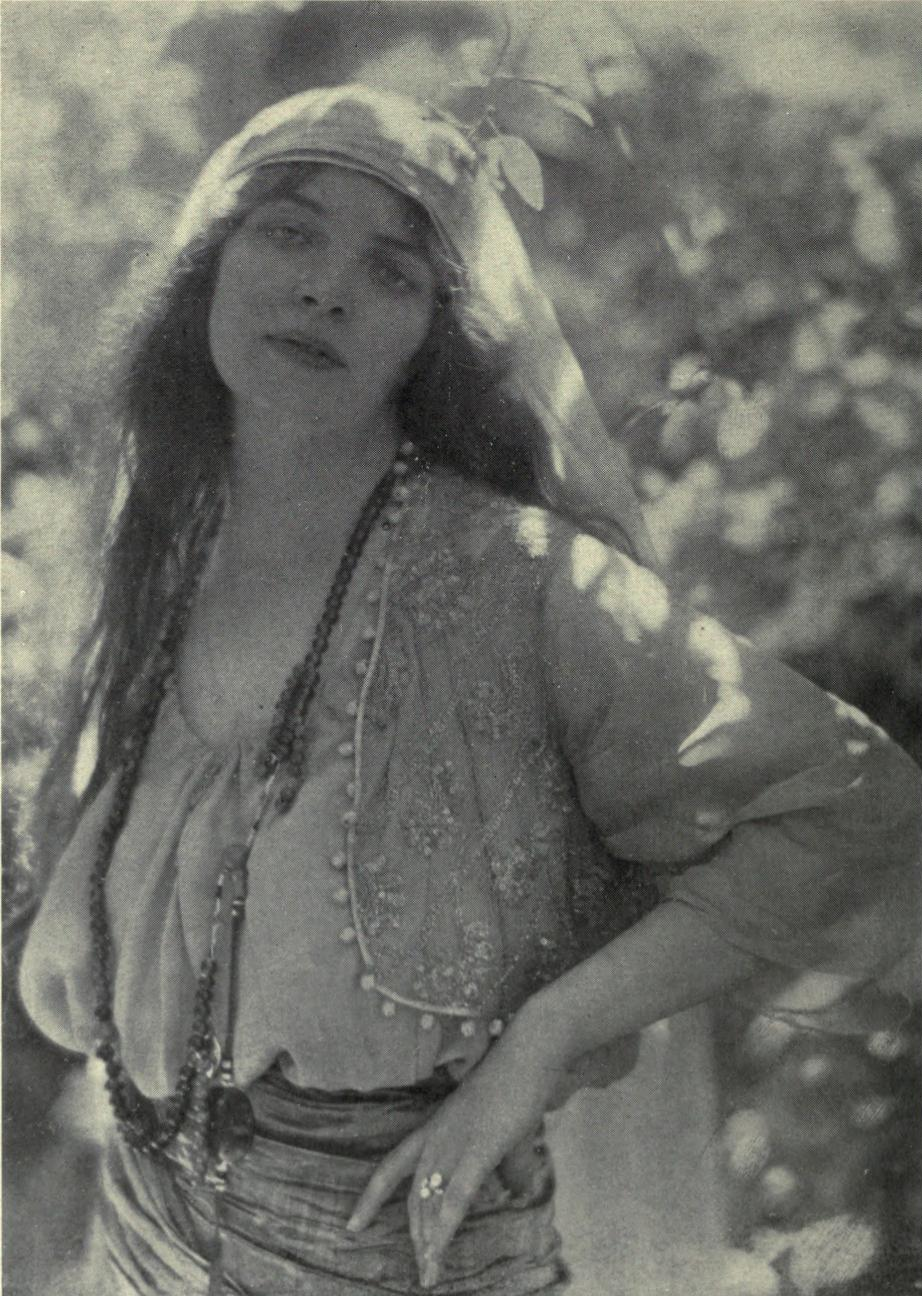
Portrait de femme, photographie publiée dans Studio Light, juillet 1916, vol. 8, n° 5, p. 16.

Edward Weston (né le 24 mars 1886 à Highland Park en Illinois et mort le 1er janvier 1958 à Carmel-by-the-Sea en Californie) est un photographe américain, cofondateur du groupe f/64.
La majeure partie de son travail a été effectuée en utilisant une chambre photographique de 8×10 pouces.
Jusqu'au début des années 1920, Weston préfère utiliser son objectif anachromatique, s'inscrivant ainsi dans une tendance « flou artistique ». Mais il s'oriente vers alors  une nouvelle esthétique (« straight photography » ou « photographie pure »). Ce changement fut renforcé par sa rencontre avec Alfred Stieglitz, Charles Sheeler et Paul Strand.
« La précision au lieu de l'interprétation ». En 1932, il fonde avec Ansel Adams le groupe f/64 qui devient un haut lieu de la « photographie pure ».

## Biographie et œuvre
Le photographe Edward Weston est considéré comme un pionnier et comme l'un des artistes au parcours le plus typique de la « photographie pure » américaine.
En 1902, il reçut de son père son premier appareil-photo pour son seizième anniversaire, un Kodak Bull's-Eye #2, et  commença à prendre des photographies dans les parcs de Chicago et à la ferme de sa tante.
Weston rencontra rapidement le succès et l'Art Institute of Chicago exposa ses photographies un an plus tard, en 1903.
En 1906, Weston part en Californie, où il décide de s'installer et de poursuivre une carrière dans la photographie. Il épouse Flora May Chandler en 1909, avec qui il a quatre fils : Chandler (1910), Brett (1911), Neil (1914) et Cole 
(1919).
En 1911, Weston ouvre son premier studio photographique à Tropico, Californie (maintenant Glendale) et écrivit, pour plusieurs magazines de grande diffusion, des articles concernant ses méthodes peu conventionnelles de faire du portrait.
Un tournant se dessine entre 1921 et 1922 dans le travail photographique de Weston. Il prend de plus en plus de plaisir à expérimenter, recherche des motifs abstraits, des angles de prise de vue et des conditions d'exposition originaux, photographie des fragments de nus et de visage et commence à préférer à l'objectif anachromatique la netteté de la lentille convergente.
Mais l'année 1922 marque une période de transition pour Weston, renonçant au pictorialisme en faveur de la photographie pure. Lors d'une visite chez sa sœur May à Middletown, dans l'Ohio, il réalise ses premières photos industrielles des aciéries Armco. C'est à partir de ce moment que Weston ne fait plus que des photographies nettes et piquées avec une très grande précision. Son changement de style est renforcé de manière déterminante par sa rencontre avec les photographes Alfred Stieglitz, Charles Sheeler et Paul Strand, dont il fait la connaissance cette même année à New York.
En 1923, Weston quitte sa famille et part avec l'un de ses fils et avec son associée professionnelle et romantique, Tina Modotti, dont le rapport avec Weston provoque beaucoup de remous dans les médias. Ils exploitent tous les trois un studio de portrait jusqu'en 1926. Weston noue des contacts avec des intellectuels et artistes mexicains comme Frida Kahlo et Diego Rivera qu'il photographie. Le jeune romancier B. Traven apprend la photographie auprès de Weston et Tina Modotti, ce qui lui sert dans une expédition archéologique et des voyages ethnographiques au Chiapas.
À côté du portrait, Weston se spécialise dans le nu et la nature morte (notamment des objets de l'artisanat mexicain). Il parcourt tout le pays à la recherche de clichés réalistes, de formes dépouillées et sobres. À cette époque, le photographe accomplit un travail très réaliste mais chargé d’esthétisme.

### Carmel
En 1927, après sa rupture avec Tina Modotti, Weston s'installe à Carmel sur la côte pacifique de la Californie. Il vit et travaille dans une maison en bois, prend des clichés de la côte rocheuse, de coquillages et de légumes (poivron n°30 en 1930 est l'une des plus célèbres).
Après  quelques expositions de ses travaux à New York, il cofonde le groupe f/64 en 1932 avec Ansel Adams, Willard Van Dyke et d'autres. f/64 se rapporte à la plus petite ouverture du diaphragme d'un appareil-photo de grand format, elle donne la profondeur de champ maximum, rendant la photographie très nette du premier plan au dernier plan. Cela correspond à la théorie de la photographie pure que le groupe a adoptée en réponse au pictorialisme qui était toujours en vogue alors.
Selon le manifeste du groupe, « les membres du groupe f/64 croient que la photographie, comme forme d'art, doit se développer le long de lignes définies par les réalités et les limites du médium photographique, et doivent rester indépendante des conventions idéologiques de l'art et de l'esthétique d'une période et d'une culture antérieurs à la croissance du médium lui-même. »
En 1937, la Fondation John-Simon-Guggenheim attribua à Weston une bourse, la première donnée à un photographe. En 1937, il épousa son modèle et assistante, Charis Wilson, avec qui il vivait depuis 1934 (ils divorcèrent en 1946). La même année, il obtint une seconde fois la bourse Guggenheim. Il parcourut l'ouest américain avec sa seconde épouse et photographia les paysages de la Vallée de la Mort. Dans le même temps, il eut plusieurs contrats d'exclusivité et édita plusieurs livres, certains avec Wilson, entre autres une édition du recueil de poèmes de Walt Whitman Leaves of Grass, illustrées avec ses photographies. Il a également produit quelques photographies en couleur avec Willard Van Dyke en 1947. À partir de 1946, Weston  collabore à plusieurs recueils de ses photographies avec la critique Nancy Newhall.

### Fin de vie
Frappé de la maladie de Parkinson, Weston fait ses dernières photographies à la réserve d'État de Point Lobos en 1948.
L'année 1952 voit la publication d'une brochure pour le 50e anniversaire de son travail, imprimée par son fils Brett.
En 1955-1956, il désigne Brett et Cole Weston, et l'épouse de Brett, Dody Warren, pour tirer sous sa surveillance les 800 négatifs  qu'il considere comme les plus importants.
Edouard Weston meurt dans sa maison de Wildcat Hill à Carmel-by-the-Sea, Californie, le 1er janvier 1958, à l'âge de 71 ans. Il laisse un journal détaillé qu'il a complété régulièrement du milieu des années 1920 à 1934, et qui donne un aperçu très intime de sa vie personnelle, de ses idées sur la photographie, et de ses méthodes de travail.
Weston est généralement reconnu comme l'un des plus grands artistes photographiques du XXe siècle.
Le Center for Creative Photography de l'Université d'Arizona à Tucson conserve les archives du travail d'Edward Weston, c'est-à-dire plusieurs milliers de négatifs et des centaines de tirages.
En 1970, les Rencontres d'Arles (France) lui consacrent une exposition Hommage à Edward Weston, ainsi qu'une soirée de projection : Weston le photographe de Wylard Van Dyke.

## Expositions

### Expositions personnelles
- janvier - février 1950 : Edward Weston, Galerie Kodak, Paris[5].
- 20 février - 3 mars 1950 : Une exposition d'oeuvres du photographe Edward Weston, Ambassade américaine, Paris.
- 28 septembre 1995 - 7 janvier 1996 : Rétrospective Edward Weston. Les Weston de Weston (1903-1948), Hôtel de Sully, Paris[6],[7].
- 2 juin - 16 septembre 2001 : Edward Weston : the last years in Carmel, Art Institute of Chicago

puis 1er mars - 9 juillet 2002 : Museum of Modern Art (SFMOMA), San Francisco.^

### Expositions collectives
- Science/Fiction — Une non-histoire des plantes, une histoire visuelle des plantes du XIXe siècle à nos jours, réunissant plus de 40 artistes de différentes époques et nationalités, parmi lesquels, entre autres, Anna Atkins, Henry Bradbury, Albert Renger-Patzsch, Karl Blossfeldt, Imogen Cunningham, Horst P. Horst, Edward Weston, Laure Albin-Guillot, des cinéastes comme Friedrich Wilhelm Murnau ou Philip Kaufman et des artistes contemporains comme Joan Fontcuberta, Sam Falls, Pierre Joseph, Jochen Lempert (de), Angelica Mesiti (en), Richard Tepe ou encore Agnieszka Polska, Maison Européenne de la Photographie, du 16 octobre 2024 au 19 janvier 2025  [8]

## Galerie d’œuvres

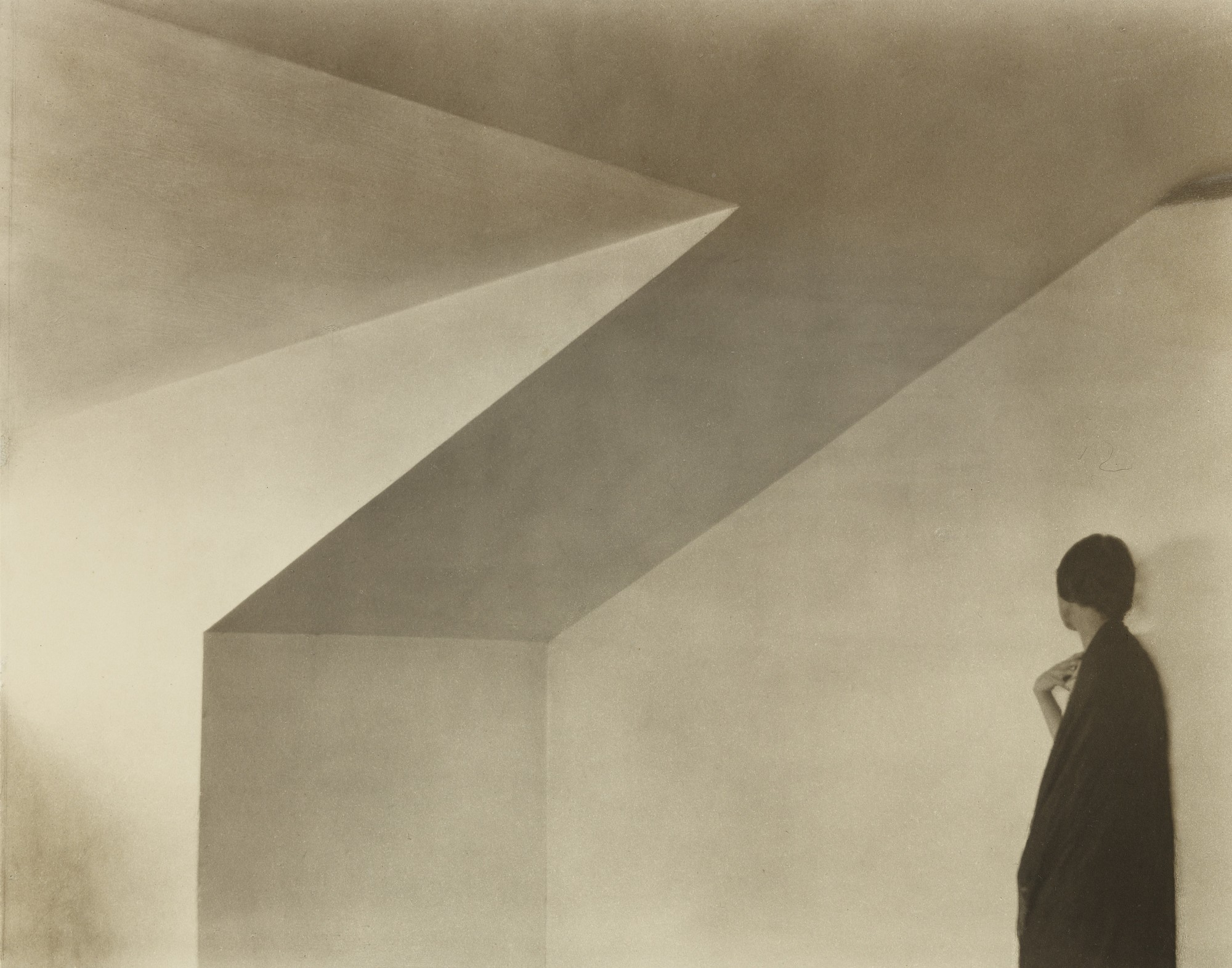
Attic, 1921.
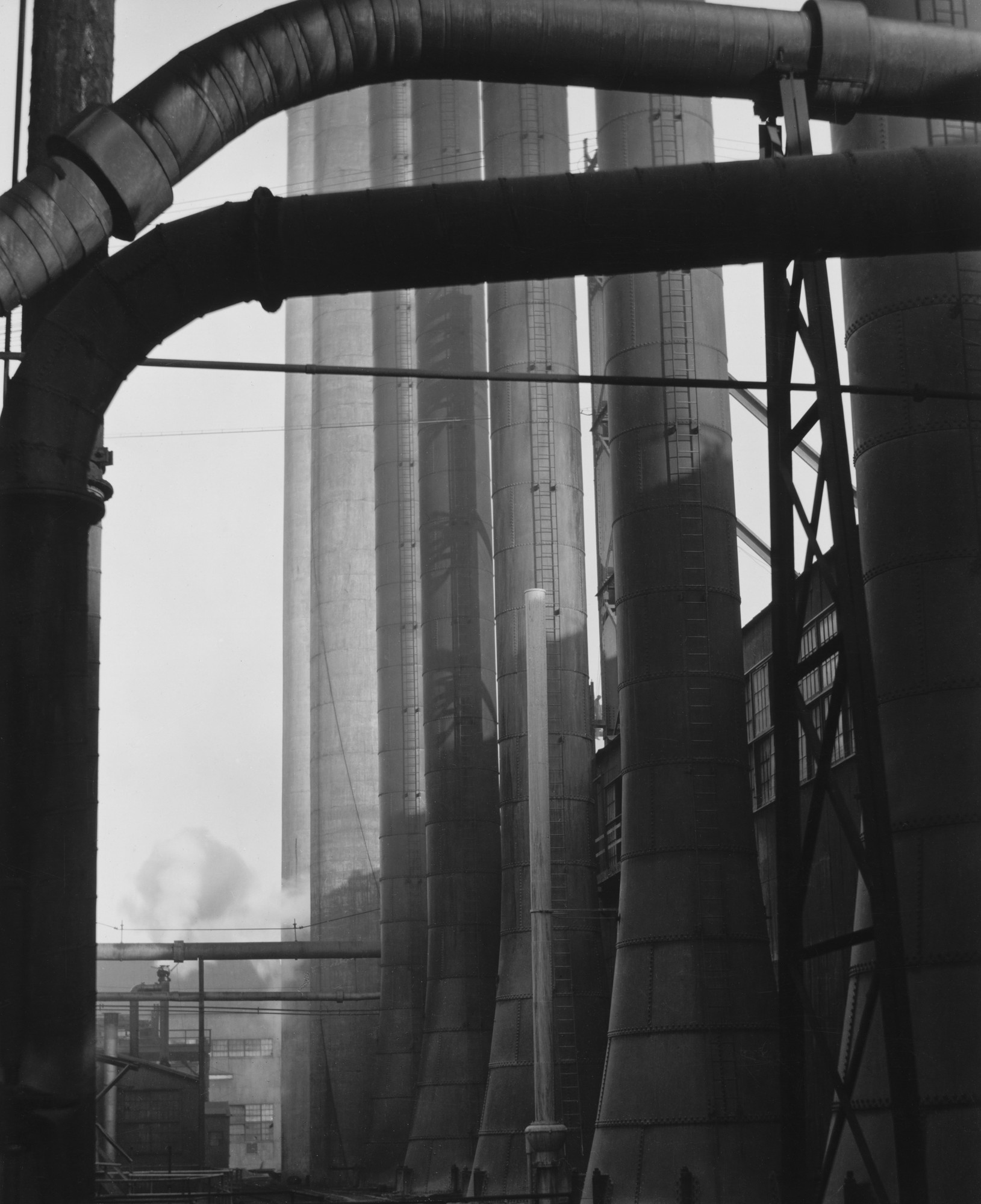
Armco Steel, Ohio, 1922.
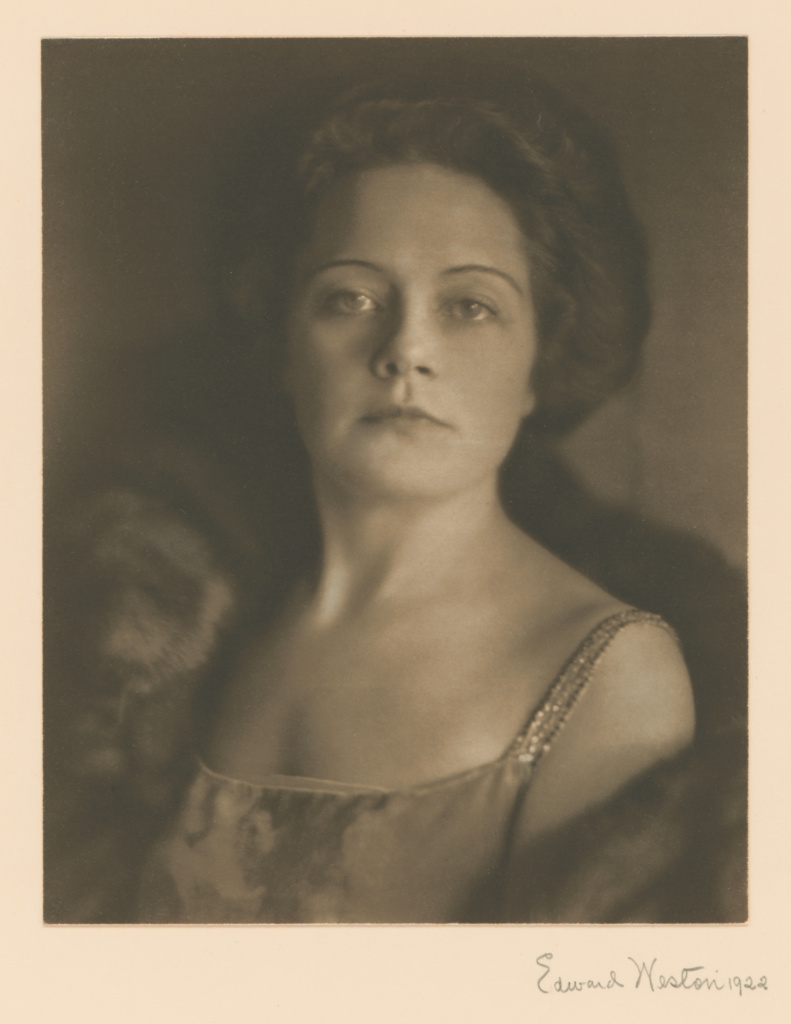
Woman in Evening Gown, 1922.
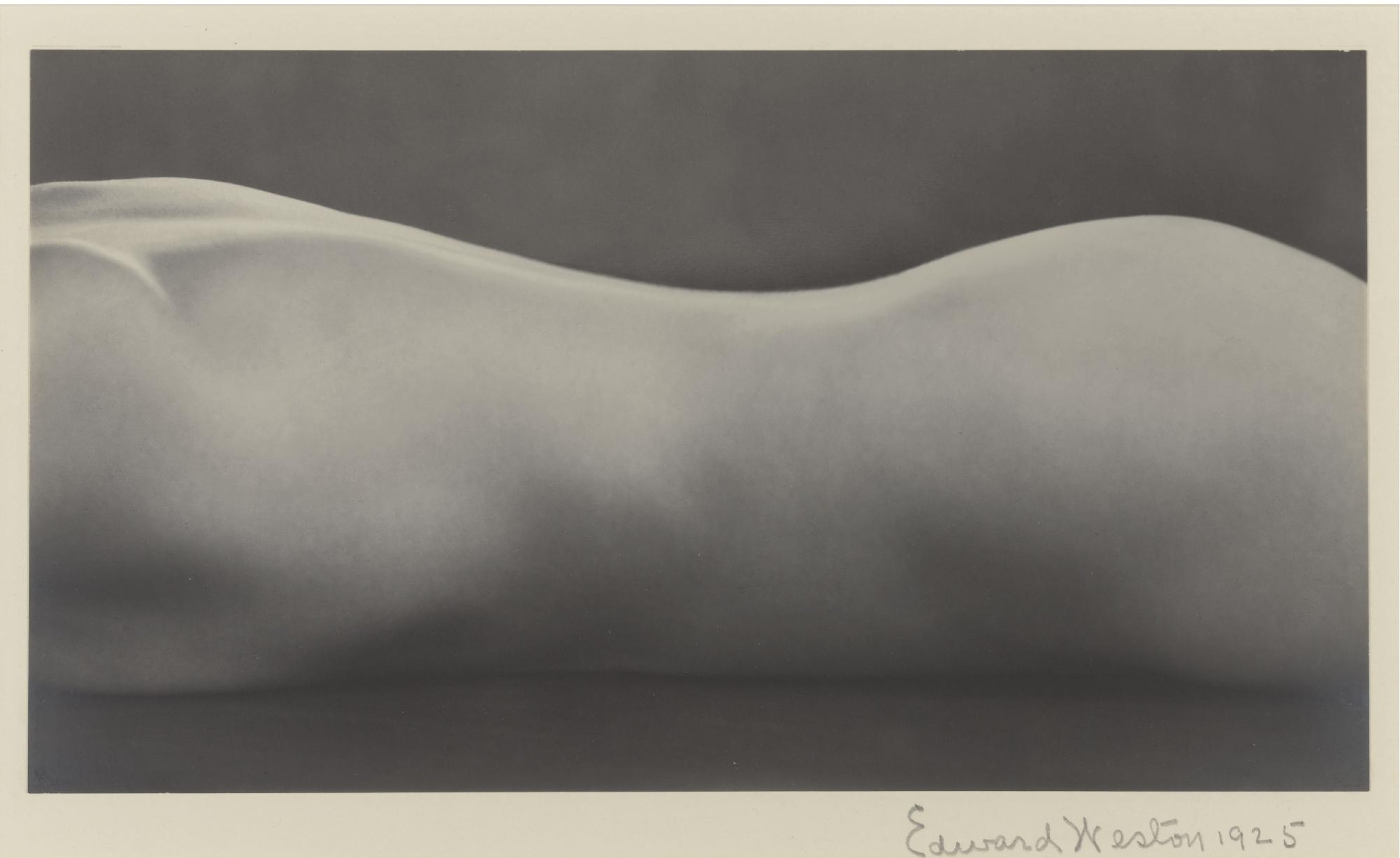
Nude, 1925.
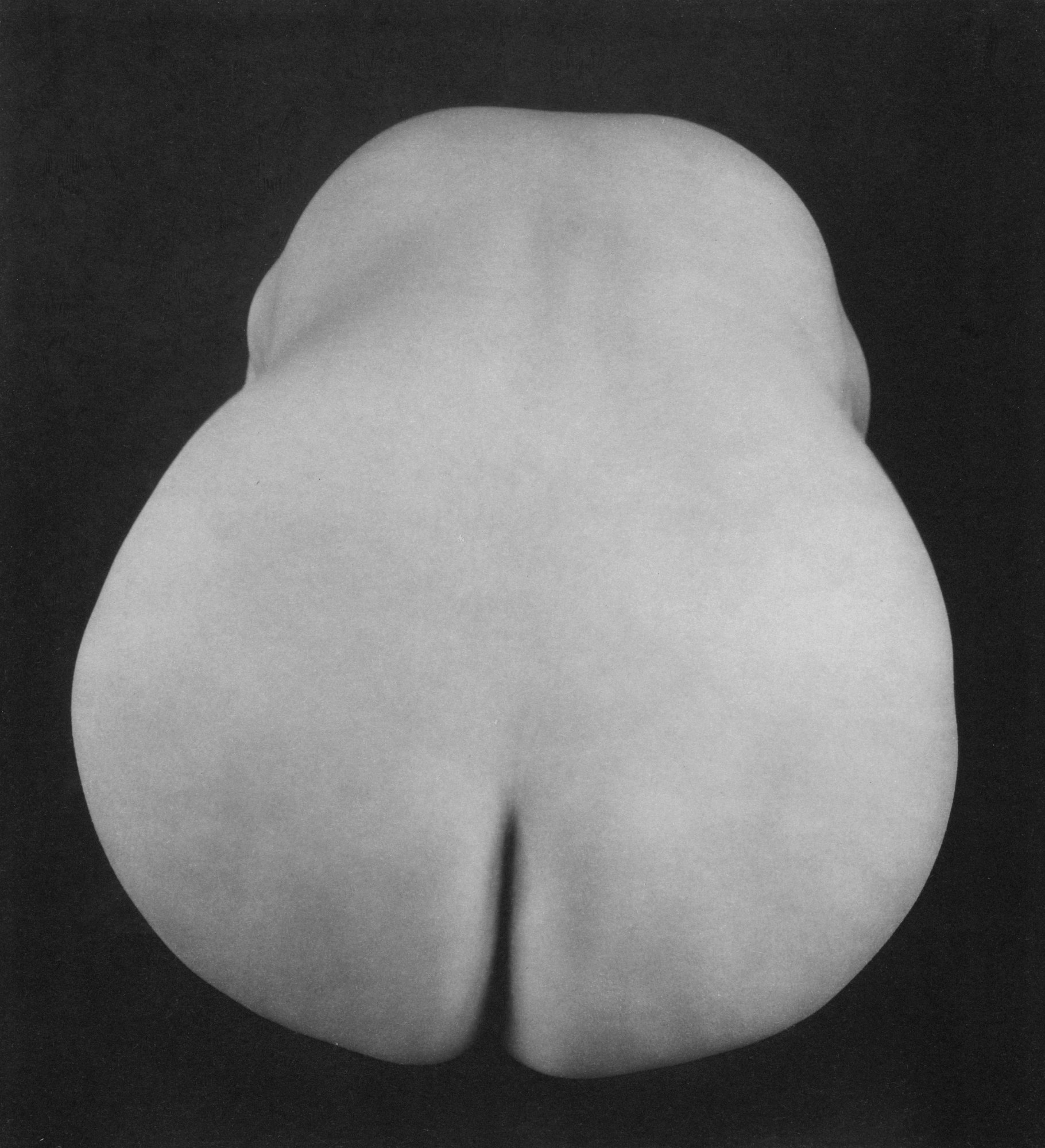
Nude, Mexico, 1925.
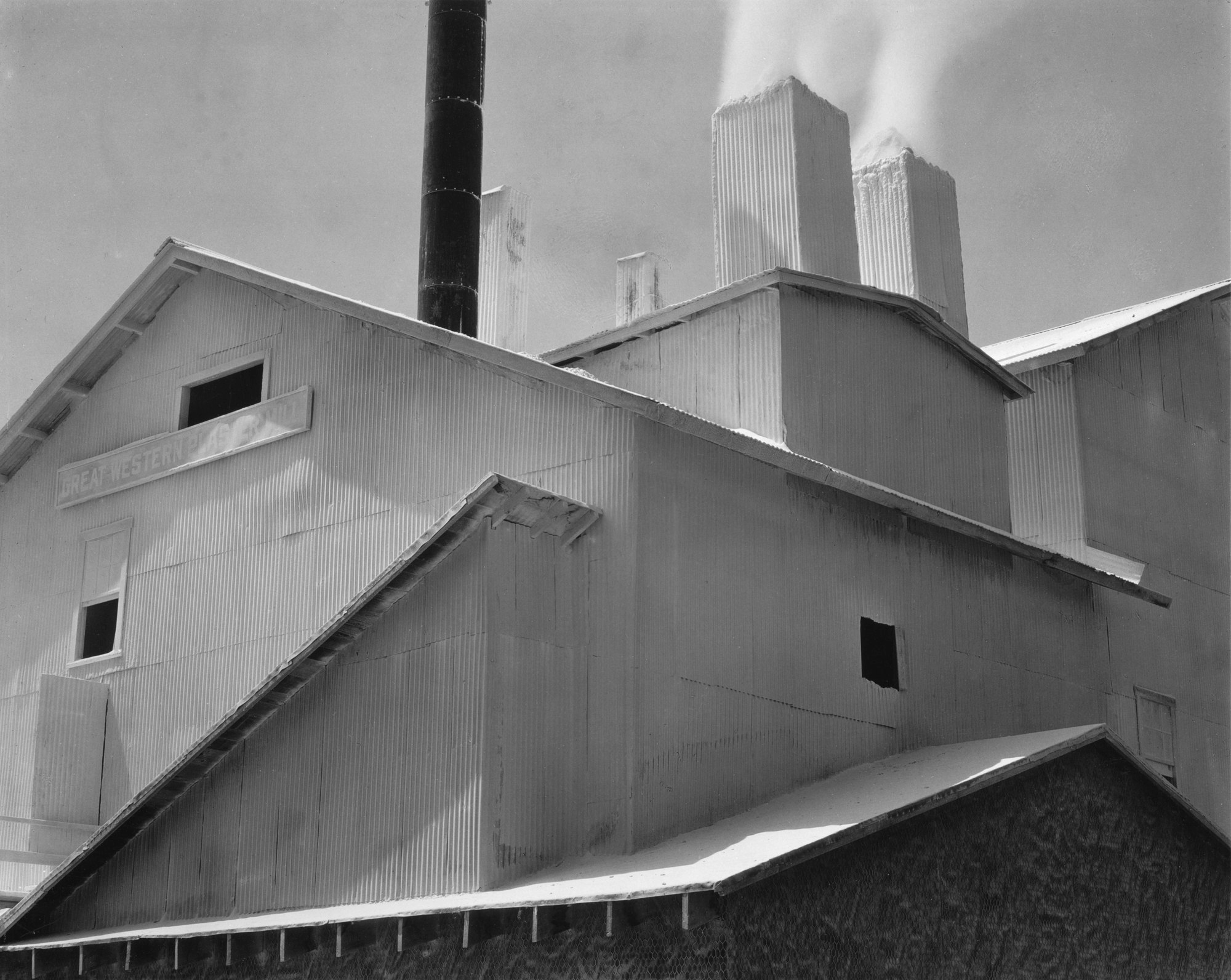
Plaster Works, Los Angeles, 1925.
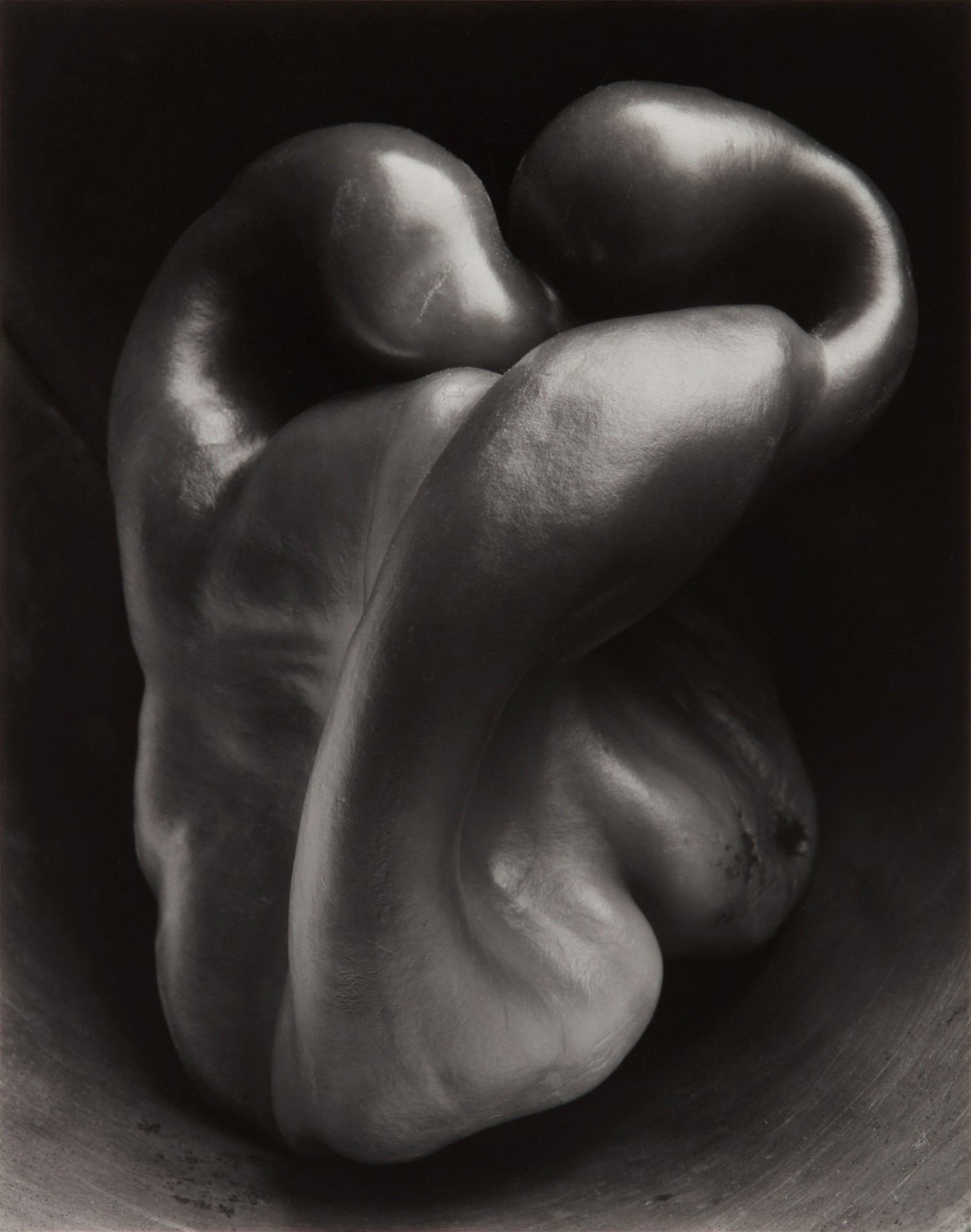
Pepper No. 30 (en), 1930.

## Sélection bibliographique
- Edward Weston: The Last Years in Carmel
- Edward and Brett Weston: Dune
- The Daybooks of Edward Weston
- Edward Weston: Nudes
- Portraits by Edward Weston
- Tina Modotti & Edward Weston: The Mexico Years
- Edward Weston: His Life
- Edward, Cole, Kim Weston: Three Generations of American Photography
- Edward Weston: 1886-1958
- Edward Weston (Masters of Photography Series)
- Laughing Eyes (correspondance entre Edward et Cole Weston)
- Charis Wilson et Wendy Madar, Through Another Lens: My Years with Edward Weston, 1998  (ISBN 0-86547-521-0)

## Bande dessinée
- L'Impertinence d'un été, deux albums parus en 2009 et 2010. Scénario de Denis Lapière, dessin de Ruben Pellejero, éditions Dupuis, coll. Aire libre. Les albums couvrent principalement la période 1923 à 1930 d'Edward Weston au Mexique et sa relation amoureuse avec Tina Modotti.